# Jan Doležal
Jan Doležal (Zagabria, 12 febbraio 1993) è un calciatore croato, attaccante del Rudeš.

## Carriera

### Club
Il 1º luglio 2014 viene acquistato a titolo definitivo dalla Lokomotiva Zagabria.

### Nazionale
Ha giocato nella nazionale croata Under-19.

## Palmarès

### Club

#### Competizioni nazionali
- Druga hrvatska nogometna liga: 1

Hrvatski Dragovoljac: 2012-2013